# The Hitman's Bodyguard
The Hitman's Bodyguard is een Amerikaanse komische actiefilm uit 2017, geregisseerd door Patrick Hughes.

## Verhaal
Lijfwacht Michael Bryce ziet onder zijn ogen dat zijn belangrijkste klant wordt vermoord. Hierdoor raakt hij zijn titel van 's werelds beste bodyguard kwijt. Om zijn status weer terug te krijgen moet hij een nieuwe opdracht aannemen. Hij wordt ingehuurd om binnen 24 uur de beruchte huurmoordenaar Darius Kincaid van Londen naar het Internationaal Strafhof in Den Haag te begeleiden, omdat die gaat getuigen tegen zijn oude baas, de meedogenloze en bloeddorstige ex-president Vladislav Dukhovich. Die op zijn beurt er alles aan zal doen om dit te voorkomen, door zijn beste huurmoordenaars op ze af te sturen.

## Rolverdeling
- Ryan Reynolds als Michael Bryce
- Samuel L. Jackson als Darius Kincaid
- Gary Oldman als Vladislav Dukhovich
- Élodie Yung als Amelia Roussel
- Salma Hayek als Sonia Kincaid
- Joaquim de Almeida als Jean Foucher
- Richard E. Grant als Seifert
- Sam Hazeldine als Garrett
- Barry Atsma als Moreno

## Productie
De film werd geproduceerd door Millennium Films. Op 4 november 2015 werden de acteurs Ryan Reynolds, Samuel L. Jackson en Gary Oldman gecast voor de belangrijkste rollen. Ook spelen de Nederlandse acteurs Noortje Herlaar, Barry Atsma, Tine Joustra en Abbey Hoes een rol in de film. De opnames begonnen 2 april 2016 en vonden onder meer plaats in Londen, Sofia en in de binnenstad van Amsterdam.

## Varia
In 2019 werd deze film onderwerp van een civiel geschil in Nederland, toen de Nederlandse subdistributeur Dutch Film Works (DFW) van kabelexploitant Ziggo bekendmaking van de namen van klanten verlangde die deze film zonder toestemming en betaling via BitTorrent-netwerken zouden hebben gedownload, waarmee dan een inbreuk op het auteursrecht zou zijn gepleegd. DFW wilde na ontvangst van de betreffende gegevens deze klanten benaderen en eventueel aansprakelijk stellen voor deze gestelde inbreuk. In het daartoe aangespannen kort geding werd deze eis afgewezen, omdat de rechter de privacy van betrokkenen zwaarder vond wegen dan het belang van DFW. Ook in hoger beroep werd de door DFW verlangde bekendmaking in november 2019 afgewezen door het Gerechtshof.